# 甲州きいろ香
甲州きいろ香（こうしゅうきいろか）は、日本の山梨県甲州市勝沼町にあるシャトー・メルシャンが生産し、メルシャンが販売しているワインの銘柄である。

## 開発経緯
「甲州きいろ香」はボルドー大学醸造学部デュブルデュー研究室とメルシャンが共同で開発した甲州種のセパージュワインである。2003年、早摘みの甲州葡萄と偶然掛けあわせた土壌の酵母から薫り高いワインが生まれたことで、メルシャンはデュブルデュー研究室に調査依頼を行った。一般的にブドウは完熟した時点がもっとも糖度が高く、酸味は完熟期を迎えるにつれてなくなっていくが、甲州種は完熟期手前で発酵に適した糖度に達し、それ以降はさほど糖度が上がらない性質を持つ。メルシャンとデュブルデュー研究室はこの甲州種の特徴を生かし、一般常識を覆した製法から香り高い「甲州きいろ香」を生み出した。チオール量が最大になる瞬間を選んで早摘みし、そのブドウをステンレスタンクで約14日間発酵させ、ステンレスタンクにて約3ヶ月間育成する方法で「甲州きいろ香」を生産している。メルシャンはこの製法を自社の秘密とはせず、同業者に公開している。ボルドー大学の富永敬俊教授が飼っていた黄色い鳥が名称の由来である。

## 評価・味わい
ワイン評論家のロバート・パーカーは甲州きいろ香の2007年ヴィンテージに対してパーカーポイント84点を付けている。
青リンゴのような爽やかな酸味、レモンやライムを想起させる果実香が特徴であり、甘みはわずかである。日本の漫画『神の雫』18巻の中で、登場人物の田中萌黄は甲州きいろ香の2007年ヴィンテージについて「夕暮れの縁側で嗅いだような香りで、黄色いバラの蕾」と例えている。『神の雫』23巻の巻末コラムでは、ワインアドバイザーの本間敦が甲州きいろ香を「和食に合う」と紹介している。